# British American Tobacco
British American Tobacco (BAT) (рус. Бритиш Американ Тобакко; с англ. — «Британско-Американская табачная компания») — британская транснациональная компания, производящая сигареты, табак и другие никотиновые продукты. По состоянию на 2019 год была крупнейшим производителем сигарет в мире по чистым продажам. За 2020 год компанией было произведено 638 млрд сигарет, а также других никотиновых продуктов, эквивалентных 20 млрд сигарет. Почти половина выручки приходится на США.
Штаб-квартира находится в Лондоне (Великобритания).
«БАТ» представлена примерно в 180 странах мира. Портфель компании включает в себя бренды сигарет Dunhill, Kent, Lucky Strike, Pall Mall и Rothmans. Также в портфель марок входит продукция нового поколения: система нагревания табака glo, вейпы Vype и Vuse.

## История
Компания возникла как компромисс для прекращения торговой войны между американскими и британскими производителями табачных изделий. В 1901 году American Tobacco Company предприняла попытку выйти на британский рынок, в ответ несколько британских табачных компаний объединились в Imperial Tobacco Company и сумели не только защитить свой рынок, но и начать продажи в США. Противостояние дорого обходилось обеим компаниям, и по инициативе американской стороны было заключено перемирие. Две компании обязались не вести торговлю на территории страны своего компаньона и приобрели права на использование торговых марок и товарных знаков друг друга на своей собственной территории. Для операций за пределами их домашних рынков в 1902 году была создана новая компания, British American Tobacco, зарегистрированная в Лондоне — что позволило новой компании вести операции в таких разных странах, как Канада, Япония, Германия, Австралия, Южная Африка и Китай.
В 1911 году верховный суд США усмотрел в таком соглашении нарушение антимонопольного законодательства, и обязал American Tobacco продать свою долю в British American Tobacco, таким образом совместное предприятие попало под контроль британской стороны, хотя председателем оставался Джеймс Дьюк, глава American Tobacco.
С началом войны в 1914 году возник дополнительный спрос на табак для армии, и производственные мощности компании были загружены до предела. В 1915 году «Бритиш Американ Тобакко» продала 25 млрд сигарет. К концу войны компания вышла на рынок Китая, быстро ставший одним из самых прибыльных. В 1923 году пост председателя занял сэр Хьюго Канлиф-Оуэн (Sir Hugo Cunliffe-Owen), начавший децентрализацию компании. В 1927 году компания вышла на рынок США, купив небольшую табачную компанию Brown & Williamson и за короткое время сделав её одним из крупнейших производителей сигарет в стране.
Влияние Второй мировой войны на компанию оказалось столь же сильным, как и влияние Первой мировой. Производственная и торговая деятельность в Европе резко сократилась. «Бритиш Американ Тобакко» потеряла управление предприятиями в странах Дальнего Востока, оккупированных японскими войсками. В Китае, где в 1937 году продажи сигарет «Бритиш Американ Тобакко» превысили 55 млрд, в результате японского вторжения продажи за четыре года упали вдвое, а после Китайской революции производственные мощности были национализированы.
В 1962 году компания начала расширять сферу деятельности. Сначала были куплены производители упаковки для сигарет и бумаги. Затем последовали несколько парфюмерных компаний (Lentheric, Yardley и Germaine Monteil). Во второй половине 1970-х годов были куплены сети универмагов в ФРГ (Horten), США (Gimbels и Saks Fifth Avenue), Великобритании (Kohl’s, Department Stores International и Argos).
К 1970 году «Бритиш Американ Тобакко» вела операции в 50 странах. В 1976 году была создана холдинговая компания «БАТ Индастриз» (BAT Industries), объединившая разносторонние интересы British American Tobacco. В 1980 году Imperial Tobacco продала свою долю в BAT. В 1982 году холдинг пополнился ещё одной структурой, была куплена страховая компания Eagle Star. За ней в 1985 году последовала другая британская страховая компания, Hambro Life Assurance, а в 1988 году — американская финансовая группа Farmer’s Group Inc. В середине 1980-х годов табачная продукция давала только половину прибыли BAT Industries.
Хотя в начале 1990-х годов в США началась кампания по борьбе с курением, несколько подорвавшая доходы BAT в этой стране, экономическая либерализация и отмена государственных монополий в странах Центральной и Восточной Европы открывали перед компанией новые возможности, которые требовали капиталовложений. В 1990-х годах были проданы все нетабачные части холдинга. В 1992 году «Бритиш Американ Тобакко» приобрела венгерскую компанию «Печи Доханидьяр» (Pecsi Dohanygyar). Вскоре после этого были куплены, а также созданы в партнерстве с местными производителями компании в России, Чехии, Румынии, Польше, Узбекистане и Украине.
Другим существенным приобретением стала покупка в 1994 году своего соучредителя, American Tobacco Company, принесшая «Бритиш Американ Тобакко» право собственности на такие торговые марки, как Lucky Strike и Pall Mall. В 1998 году BAT Industries была переименована в British American Tobacco.
В 1999 году «Бритиш Американ Тобакко», вторая по величине табачная компания мира, объявила о глобальном слиянии с «Ротманс Интернэшнл» (Rothmans International), занимающей четвёртое место. Благодаря этому слиянию, ассортимент компании пополнился несколькими известными торговыми марками, в том числе Dunhill.

### С 2000 по настоящее время
В 2001 году группа объявила о серии новых инвестиций в таких странах, как Турция, Египет, Вьетнам, Южная Корея и Нигерия.
В 2004 году дочерняя компания в США Brown & Williamson была объединена с Reynolds Tobacco Company в компанию Reynolds American, в котором 42 % акций принадлежит «Бритиш Американ Тобакко».
В 2008 году группа приобрела активы турецкой государственной табачной компании Tekel. В 2009 году «БАТ» приобрела 60 % индонезийской Bentoel Group, а в следующем году увеличила свою долю до 100 %.
В 2011 году группа совершает крупную покупку колумбийской сигаретной компании Protabaco за 452 млн долларов. Также «Бритиш Американ Тобакко» учреждает Nicoventures Limited, компанию, которая занимается исключительно разработкой и коммерциализацией инновационных никотиновых продуктов. В 2013 году группа запускает первые электронные сигареты Vype в Великобритании. В 2016 году вейпы Vype становятся доступны на новых рынках, и в Милане открывается первый флагманский магазин под брендом Vype. «БАТ» запускает в Японии glo, новый продукт для нагревания табака.
В 2017 году группа за 49,4 млрд долларов купила недостающие 57,8 % Reynolds American, став крупнейшей табачной компанией в мире. В этом же году компания объявила о приобретении у Bulgartabac ряда болгарских брендов сигарет на сумму более 100 млн евро.

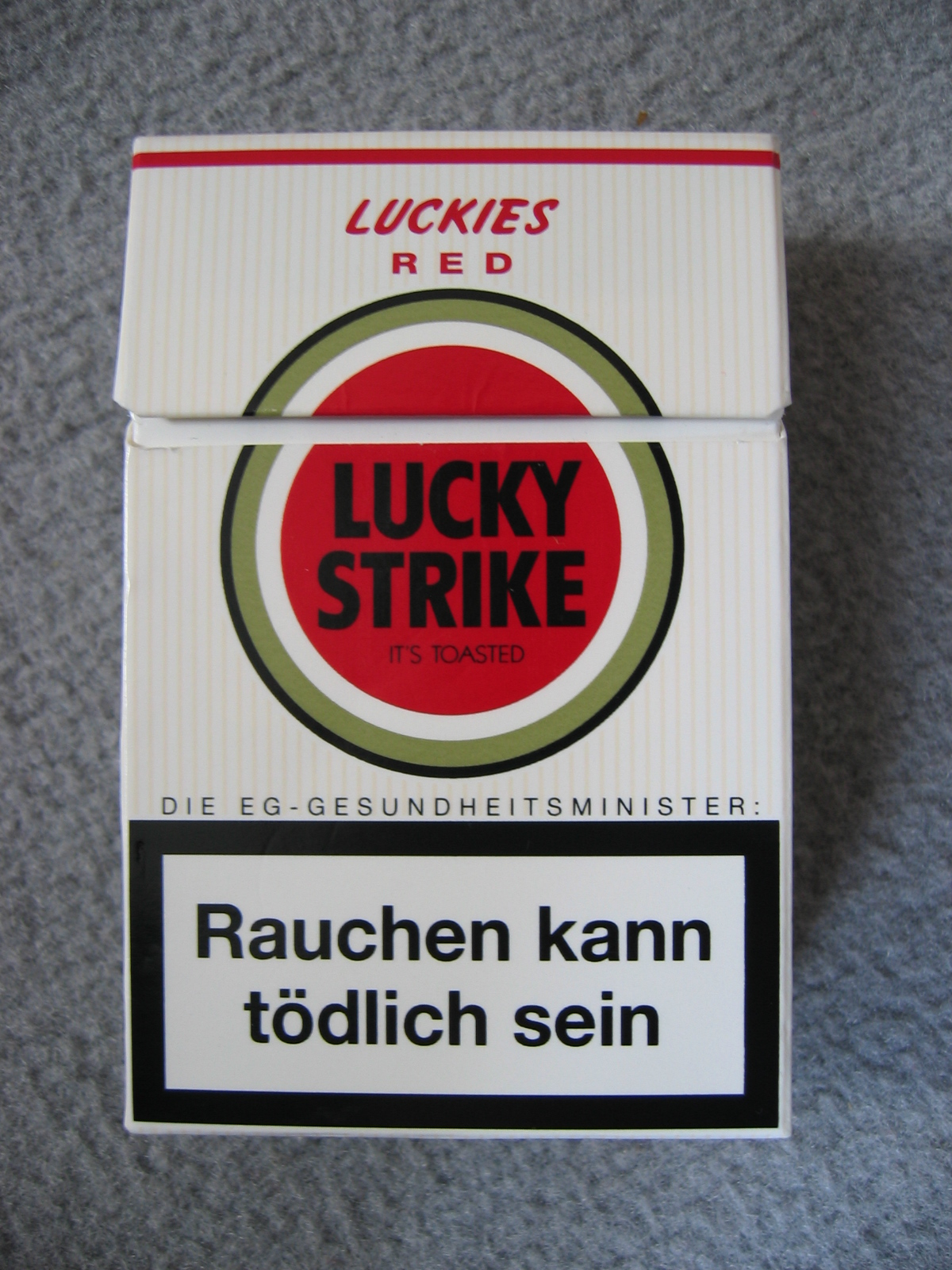
Lucky Strike — одна из наиболее известных сигаретных марок «БАТ». На изображении — пачка сигарет с предупреждением на немецком: «Курение может привести к смерти».

14 сентября 2021 года в отчете, опубликованном The NGO stop, НПО обвинила British American Tobacco в том, что она распределила более 600 тысяч долларов в виде наличных денег, автомобилей или пожертвований на избирательную кампанию десяткам политиков, законодателей, государственных служащих, журналистов и сотрудникаи компаний-конкурентов в Африке период с 2008 по 2013 год.
Компания закончила 2023 год с чистым убытком более 14 млрд фунтов стерлингов ($18 млрд). Это было связано со обесценением нематериальных активов (стоимости принадлежащих компании брендов) на сумму 33,6 млрд фунтов.

## Деятельность
«БАТ» выпускает сигареты под стратегическими брендами Dunhill, Kent, Lucky Strike, Pall Mall, Newport, Rothmans International, Natural American Spirit, а также ряд местных марок (в России особо известна локальная марка «Ява Золотая») — всего около 200 марок. Дополнительно в портфель марок входит продукция нового поколения: система нагревания табака glo, вейпы Vype и Vuse, а также некурительная никотиносодержащая продукция Velo. Компании принадлежит 45 фабрик по производству сигарет и другой никотиносодержащей продукции в 43 странах мира.
Общая численность персонала компании — более 55 тыс. человек (2020). Объём производства сигарет и табачных стиков для систем нагревания табака в 2019 году составил 658 млрд сигарет и стиков.
Совокупный оборот в 2020 году — 25,78 млрд фунтов стерлингов, основные статьи расходов — сырьё (4,58 млрд), зарплата сотрудникам (2,74 млрд), аммортизационные отчисления (1,45 млрд).
Подразделения сформированы по географическому принципу:
- США — выручка 11,5 млрд фунтов, 4921 сотрудник, 73 млрд сигарет.
- Америка и Чёрная Африка — выручка 3,8 млрд фунтов, 15 873 сотрудников, 147 млрд сигарет.
- Европа и север Африки — выручка 6 млрд фунтов, 23 785 сотрудников, 220 млрд сигарет.
- Азиатско-Тихоокеанский регион и Ближний Восток — выручка 4,5 млрд фунтов, 10 750 сотрудников, 198 млрд сигарет.

| Год                 | 2004  | 2005  | 2006  | 2007  | 2008  | 2009  | 2010  | 2011  | 2012  | 2013  | 2014  | 2015  | 2016  | 2017  | 2018  | 2019  | 2020  | 2021  | 2022  | 2023   |
| ------------------- | ----- | ----- | ----- | ----- | ----- | ----- | ----- | ----- | ----- | ----- | ----- | ----- | ----- | ----- | ----- | ----- | ----- | ----- | ----- | ------ |
| Оборот              | 10,77 | 9,325 | 9,762 | 10,02 | 12,12 | 14,21 | 14,88 | 15,40 | 15,19 | 15,26 | 13,97 | 13,10 | 14,75 | 19,56 | 24,49 | 25,88 | 25,78 | 25,68 | 27,66 | 27,28  |
| Чистая прибыль      | 2,966 | 1,898 | 2,057 | 2,287 | 2,659 | 2,956 | 3,140 | 3,375 | 4,122 | 4,199 | 3,393 | 4,522 | 4,839 | 37,66 | 6,210 | 5,849 | 6,564 | 6,974 | 6,846 | -14,19 |
| Активы              | 17,78 | 19,00 | 17,79 | 18,76 | 27,55 | 26,61 | 27,86 | 27,12 | 27,33 | 26,88 | 26,17 | 31,52 | 39,77 | 141,1 | 146,3 | 141,0 | 137,7 | 137,4 | 153,6 | 118,7  |
| Собственный капитал | 6,076 | 6,511 | 6,584 | 7,089 | 7,215 | 7,912 | 9,548 | 8,474 | 7,779 | 6,935 | 5,814 | 5,032 | 8,406 | 60,98 | 65,69 | 64,16 | 62,96 | 67,40 | 75,71 | 52,93  |

## «БАТ Россия»
В состав «БАТ Россия» входило два подразделения: фабрика «БАТ-СПб» в Санкт-Петербурге и АО «Международные услуги по маркетингу табака» (АО «МУМТ»), которое объединяет непроизводственные отделы компании. Дистрибуцией продукции «БАТ Россия» на территории России занимается группа компаний «СНС». По состоянию на 2020 год в компании работало около 2500 сотрудников.
11 марта 2022 года компания сообщила о своём уходе с рынка РФ.

### История
«БАТ» открыла своё первое представительство в России в 1991 году, а в 1994 году начала производственную деятельность в России.
В 1994 году «БАТ» приобрела контрольный пакет акций фабрики «Ява» («БАТ-Ява») и обязалась инвестировать 70 миллионов долларов США в реконструкцию фабрики и установку нового оборудования. На фабрике были увеличены объёмы производства и улучшено качество сигарет. Для фабрики также было выстроено новое здание. Фабрика «БАТ-Ява» была закрыта в 2012 году. Позднее, в августе 2013 года, здание фабрики в Москве было продано.
В 1999 году после глобального слияния «Бритиш Американ Тобакко» и «Ротманс Интернэшнл» в состав Группы компаний «БАТ Россия» вошла петербургская фабрика «Ротманс-Нево» (с 2002 года — «БАТ-СПб»). «БАТ-СПб» — одна из немногих российских табачных фабрик, построенных в 1990-е годы.
В 2007 году «БАТ Россия» начала производство марки Kent Nanotek формата Compact King Size. В 2017 году начинаются продажи системы нагревания табака glo в России.

### Деятельность
Фабрика в Санкт-Петербурге производила сигареты, фильтры и табачные стики для систем нагревания табака. Фабрика является одной из крупнейших в Группе компаний по производству фильтров. В 2016 году петербургская фабрика первой в мире наладила выпуск и экспорт табачных стиков neo, предназначенных для системы нагревания табака glo. Инвестиции в модернизацию производства для реализации этого инновационного проекта превысили 1 млрд рублей.
В 2019 году «БАТ Россия» заплатила 140 млрд рублей налогов в федеральный и региональные бюджеты.
Россия является ведущим рынком для субрегиона Россия, Центральная Азии и Беларусь, объединяющего девять стран. Генеральный директор «БАТ» в субрегионе Россия, Центральная Азия и Беларусь — Фарук Енер

### Продажа активов
7 сентября 2023 года «БАТ» объявила о продаже российских и белорусских активов консорциуму, возглавляемому руководителями российского подразделения компании. 14 сентября компания объявила о закрытии сделки. «БАТ» прекращает свое присутствие в России и Белоруссии и не будет больше получать финансовую прибыль от последующих продаж на этих рынках, а проданные активы изменят наименование на «ITMS Group». Соглашение предусматривает обязательство новых владельцев сохранять существующие условия трудовых соглашений с работниками компании в течение двух лет после завершения сделки.

## Спортивный спонсор
С 1999 по 2005 годы BAT владела командой Формулы-1 British American Racing, названной в честь компании. Главой команды был Крэйг Поллок, а главным гонщиком — чемпион мира 1997 года Жак Вильнёв. В 2006 году команда была продана концерну Honda. В 2019 году McLaren подписал многолетний контракт с «БАТ». Объявление McLaren о «глобальном партнерстве» возвращает «БАТ» в Формулу-1. В конце 2019 года было объявлено о подписании расширенного соглашения о партнерстве, согласно которому «БАТ» стала основным партнером McLaren в гонках Формулы-1 2020 года.

## Криминал и протесты
Контрабанда
BAT является одним из основных партнеров белорусской табачной госкомпании «Неман». Продукция «Немана» в больших объёмах оказывается в Европе нелегально, и главными бенефициарами табачной контрабанды СМИ называли компании, связанные с Александром Лукашенко.
Протесты оппозиции
После президентских выборов в Беларуси 2020 года BAT стала объектом массовых протестных акций оппозиции. Активисты выстраиваются в цепочку возле лондонского офиса компании с плакатами вроде «Бойкотируйте террористический режим в Беларуси» и «Ваша прибыль утопает в крови».

## Внедрение каннабиса
В июле 2021 года компания заявила о начале внедрения в производство продукции на основе каннабиса для замены части табачного ассортимента. По заявлению компании, переход на каннабис взамен табака призван уменьшить вред для здоровья потребителей. В марте 2021 года BAT приобрела долю в канадской компании Organigram, производящей продукты из каннабиса для медицинских целей.